# Udbinja
Udbinja is een plaats in de gemeente Karlovac in de Kroatische provincie Karlovac. De plaats telt 78 inwoners (2001).